# Székely Gábor (közgazdász)
Székely Gábor (Brassó, 1920. január 8. – Budapest, 1985. április 13.) közgazdász, mérnök, a matematikai tudományok kandidátusa (1978).

## Életpályája
Középiskolai tanulmányait a marosvásárhelyi református kollégiumban végezte el; 1938-ban érettségizett. 1938–1940 között a Brassói gumigyár Rt.-nál tisztviselőként dolgozott. 1940–1945 között a József Nádor Műszaki és Gazdaságtudományi Egyetem közgazdasági szakon tanult. 1944–1945 között katonai szolgálatot teljesített. 1946-ban matematikából, statisztikából és közgazdaságtanból doktorált, és 1947-ig az egyetem közgazdaságtani tanszékén volt gyakornok. 1947–1948 között a Magyar Ruggyantagyár Rt.-nál tisztviselőként tevékenykedett. 1949-ig a Statisztikai Hivatalnál volt matematikus. 1949–1985 között a Magyar Tudományos Akadémia Alkalmazott Matematikai Intézetében (MTA Matematikai Kutató Intézet) tudományos munkatársa volt.
Kutatási területe a matematikai statisztika és ennek különböző alkalmazásai. Haláláig technikai szerkesztője volt a Bolyai János Matematikai Társulat által kiadott Matematikai Lapoknak.